# Национальный археологический музей (Лиссабон)
Национальный археологический музей (порт. Museu Nacional de Arqueologia) — расположен в Лиссабоне, Португалия.
Музей основан в 1893 году по королевскому декрету. Учреждение стало продолжением антропологического музея и было разделено на два отдела: археологию до XVIII века и современную часть. Директором стал известный португальский этнограф Жозе Лейте де Вашконселуш. В 1903 году музей занял западное крыло монастыря Жеронимуш. В 1976 году музей был закрыт для публики вплоть до 1980 года, за исключением временных выставок. 2 августа 1980 года было принято решение об уменьшении площади музея до 14 тыс. м². (вместо 18 тыс. м²). Также в 1980 году была предпринята полная реорганизация выставочных залов и подсобных помещений. В 1984 году музей переехал в новое здание, и его площадь составила 40 тыс. м²., тогда же ему был присвоен статус Национального музея.
В коллекциях и собраниях музея представлены этнографические и археологические находки в области керамики, скульптуры, мозаики, производства стекла. Особый интерес представляют кельтские золотые и серебряные украшения, а также египетские древности.